# Смешанная парная сборная США по кёрлингу
Смешанная парная сборная США по кёрлингу — смешанная национальная сборная команда (составленная из одного мужчины и одной женщины), представляет США на международных соревнованиях по кёрлингу. Управляющей организацией выступает Ассоциация кёрлинга США (англ. United States Curling Association).

## Результаты выступлений

### Олимпийские игры
| Год  | Место | Игры | Победы | Поражения | Состав (женщина, мужчина, тренер)                  |
| ---- | ----- | ---- | ------ | --------- | -------------------------------------------------- |
| 2018 | 6     | 7    | 2      | 5         | Бекка Хэмилтон, Мэтт Хэмилтон, Jake Higgs (тренер) |
| 2022 | 8     | 9    | 3      | 6         | Вики Персингер, Крис Плайс, Шон Бейтон (тренер)    |

(данные отсюда:)

### Чемпионаты мира
| Год  | Место                                         | Игры                                          | Победы                                        | Поражения                                     | Состав (женщина, мужчина, тренер)                                        |
| ---- | --------------------------------------------- | --------------------------------------------- | --------------------------------------------- | --------------------------------------------- | ------------------------------------------------------------------------ |
| 2008 | 15                                            | 7                                             | 3                                             | 4                                             | Джейми Хаскелл, Нейт Хаскелл, Liz Johnson (тренер)                       |
| 2009 | 18                                            | 8                                             | 3                                             | 5                                             | Кристин Кларк, Брэйди Кларк                                              |
| 2010 | 10                                            | 6                                             | 3                                             | 3                                             | Шэрон Вукич, Майкл Кальканьо                                             |
| 2011 | 8                                             | 8                                             | 5                                             | 3                                             | Кристин Кларк, Брэйди Кларк, Беверли Уолтер (тренер)                     |
| 2012 | 4                                             | 11                                            | 7                                             | 4                                             | Кристин Кларк, Брэйди Кларк                                              |
| 2013 | 12                                            | 8                                             | 4                                             | 4                                             | Морин Столт, Питер Столт, Lynita Delaney (тренер)                        |
| 2014 | 19                                            | 7                                             | 3                                             | 4                                             | Джойэнс Мичай, Стив Гебауэр, Мэри Геммелл (тренер)                       |
| 2015 | 5                                             | 10                                            | 7                                             | 3                                             | Сара Андерсон, Кори Дропкин, Wayne Anderson (тренер)                     |
| 2016 | 3                                             | 10                                            | 9                                             | 1                                             | Табита Питерсон, Джозеф Поло, Уолли Генри (тренер)                       |
| 2017 | 10                                            | 11                                            | 9                                             | 2                                             | Бекка Хэмилтон, Мэтт Хэмилтон, Jake Higgs (тренер)                       |
| 2018 | 13                                            | 9                                             | 6                                             | 3                                             | Сара Андерсон, Кори Дропкин, Jake Higgs (тренер)                         |
| 2019 | 3                                             | 11                                            | 9                                             | 2                                             | Кори Кристенсен, Джон Шустер, Дерек Браун (тренер), Пит Фенсон (тренер)  |
| 2020 | чемпионат был отменён из-за пандемии COVID-19 | чемпионат был отменён из-за пандемии COVID-19 | чемпионат был отменён из-за пандемии COVID-19 | чемпионат был отменён из-за пандемии COVID-19 | чемпионат был отменён из-за пандемии COVID-19                            |
| 2021 | 8                                             | 10                                            | 5                                             | 5                                             | Табита Питерсон, Джозеф Поло, Лейни Питерс (тренер)                      |
| 2022 | 8                                             | 9                                             | 5                                             | 4                                             | Бекка Хэмилтон, Мэтт Хэмилтон, тренеры: Филл Дробник, Michael Gulenchyn  |
| 2023 | 1                                             | 12                                            | 10                                            | 2                                             | Кори Тиес, Кори Дропкин, тренер: Кэти Овертон-Клэпем                     |
| 2024 | 10                                            | 9                                             | 5                                             | 4                                             | Бекка Хэмилтон, Мэтт Хэмилтон, тренеры: Энн Суиссхелм, Michael Gulenchyn |
| 2025 | 5                                             | 10                                            | 6                                             | 4                                             | Кори Тиес, Кори Дропкин, тренеры: Кэти Овертон-Клэпем, Филл Дробник      |

(данные отсюда:)

### Универсиады
| Год  | Место | Игры | Победы | Поражения | Состав (женщина, мужчина, тренер)                   |
| ---- | ----- | ---- | ------ | --------- | --------------------------------------------------- |
| 2025 | 7     | 7    | 1      | 6         | Sara Olson, Coleman Thurston, David Jensen (тренер) |

(источник:)